# تیشبانی
تیشبانی یا قلعه تیشبانی نام دیگر آن کارمیر بلور به زبان ارمنی «تپه قرمز» (به ارمنی Կարմիր Բլուր - به انگلیسی Teishebaini)، به تورکی قیزیل تپه قلعه‌ای است در کنار رود هرازدان که توسط پادشاه اورارتو، روسای دوم بنا شده است.

## قلعه تیشبانی
بعد از احداث این قلعه، مرکز اداری از دژ اربونی به مکان جدید منتقل شد. شهر بیش از چهل هکتار مساحت داشت. قلعهٔ محصور شده نیز مساحتی چهار هکتاری دارد و طبق بررسی‌های صورت گرفته دارای ۱۲۰ اتاق بوده که تعدادی از آنها به شکل دو و سه طبقه بنا شده‌اند. در این قلعه، باج و خراج‌های جمع‌آوری شده را نگهداری می‌کردند.
در ۵۸۵ بیش از میلاد دژ اربونی و تیشبانی به اشغال اقوام سکاها و کیمری درآمد و قلعه و شهر تیشبانی دچار حریق و به کلی ویران شدند. در حال حاضر فقط بخش‌هایی از قلعه بر روی ارتفاعات مشرف به رودخانه و خیابان اصلی شهر و باقی مانده تعدادی از خانه‌های آن دوران به جای مانده است. در بررسی‌هایی که از ۱۹۳۹ میلادی در تیشبانی صورت گرفته، حدود ۴۶ کتیبه به زبان اورارتویی، سلاح‌های مختلف و آثار سفالی ای از ملل همسایه یافت شده که نمایانگر ارتباطات تجاری این شهر با دنیای آن زمان است.

## نگارخانه

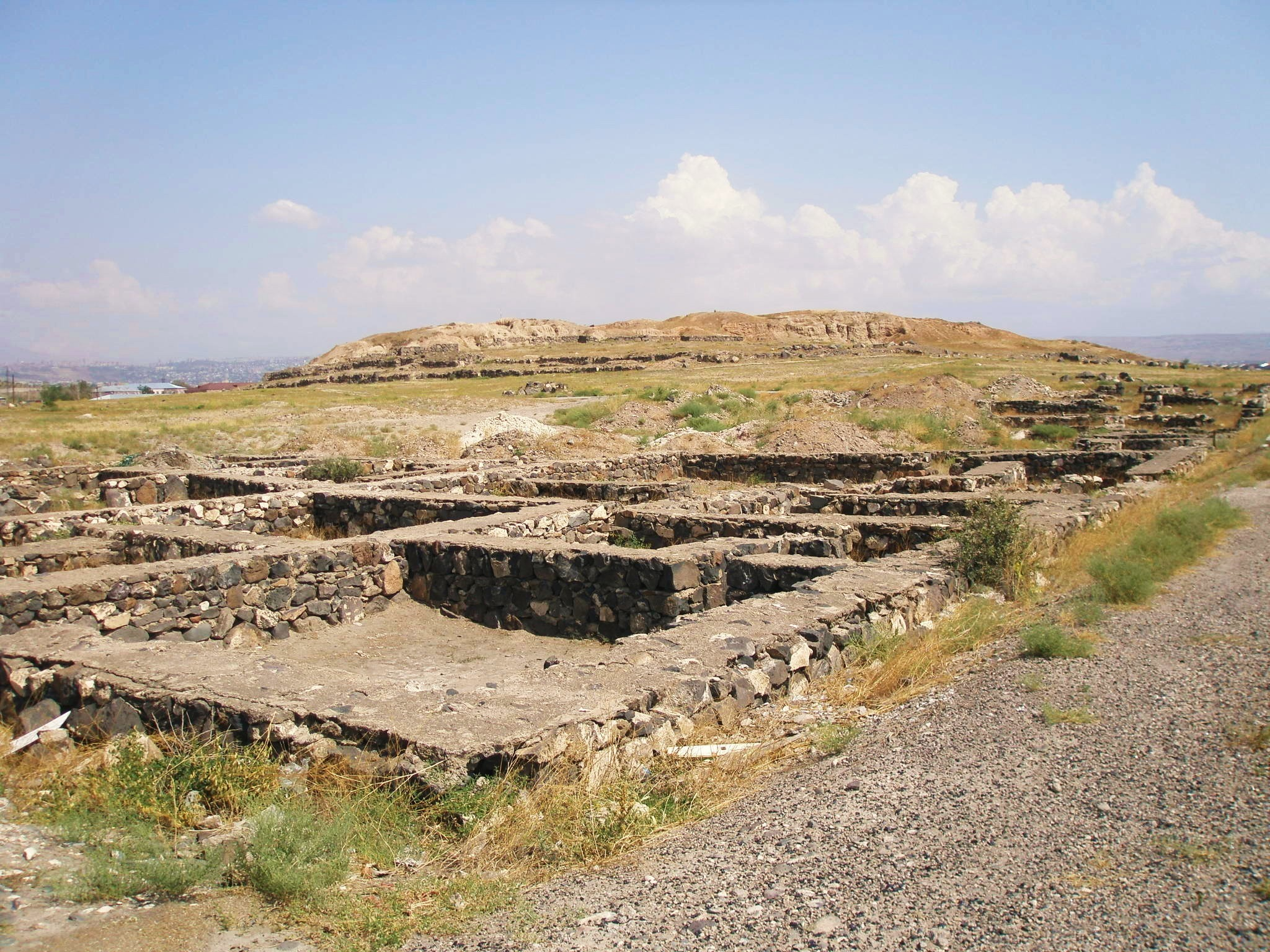
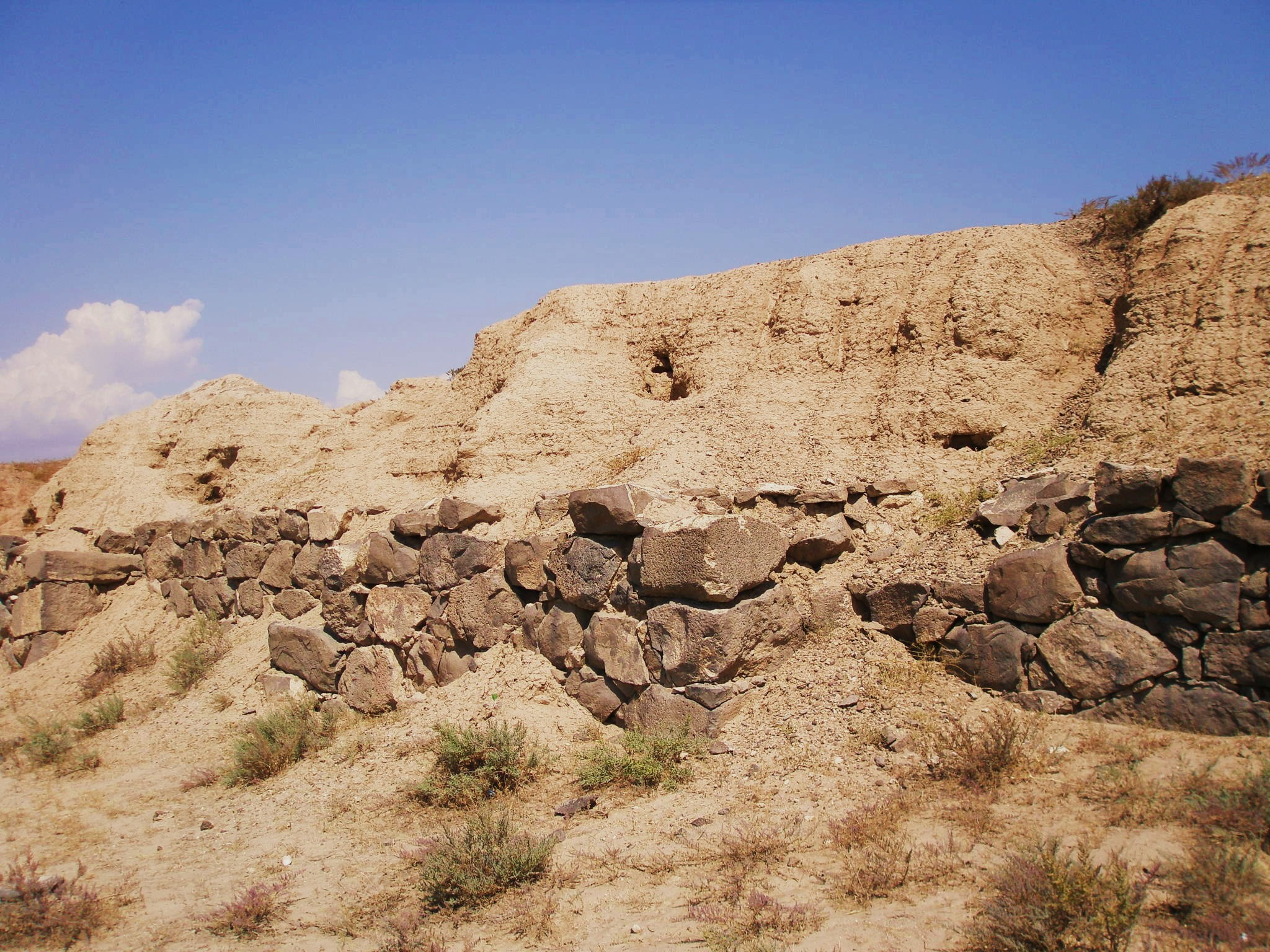
دیوار باقی مانده از قلعه
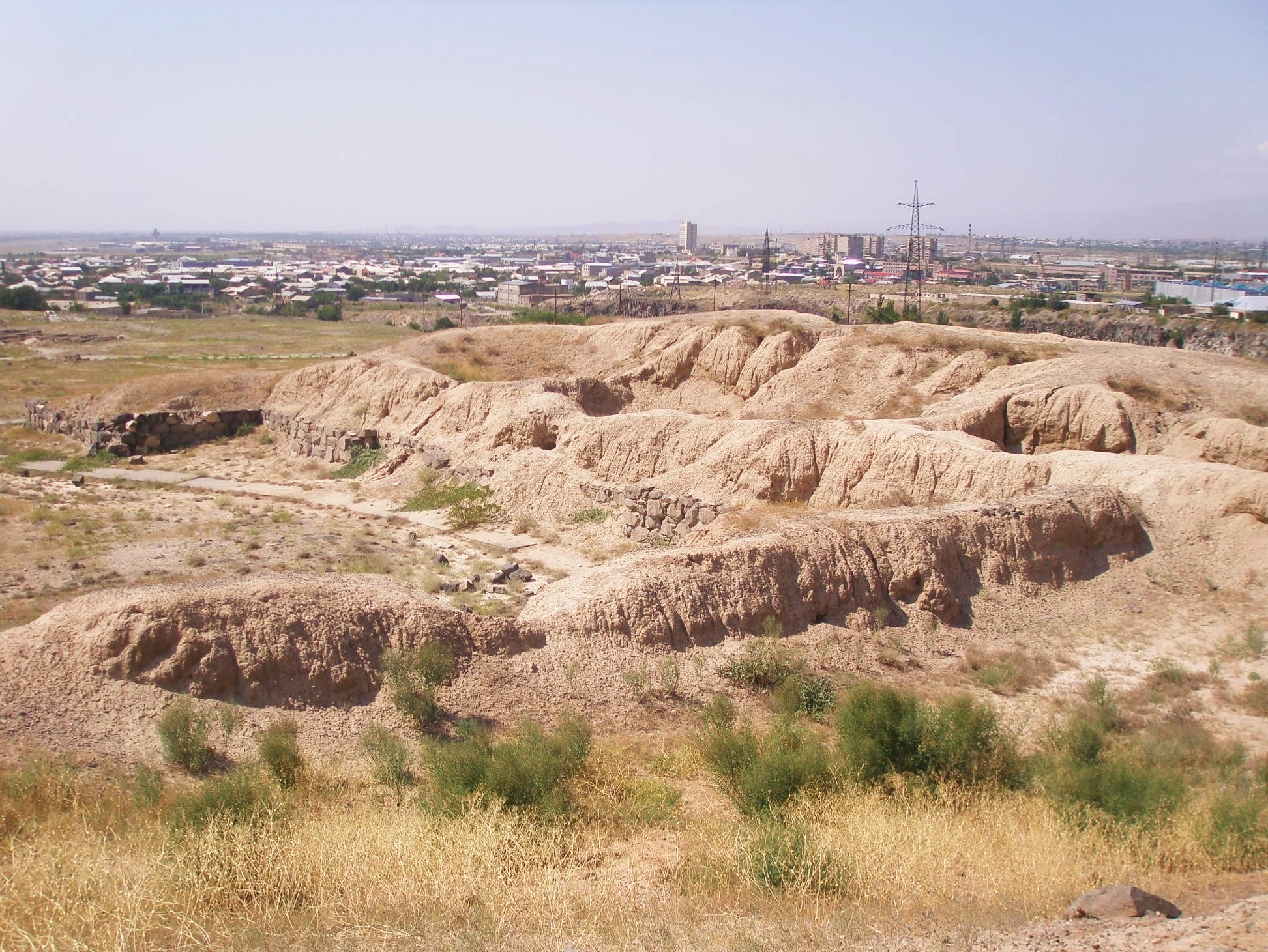
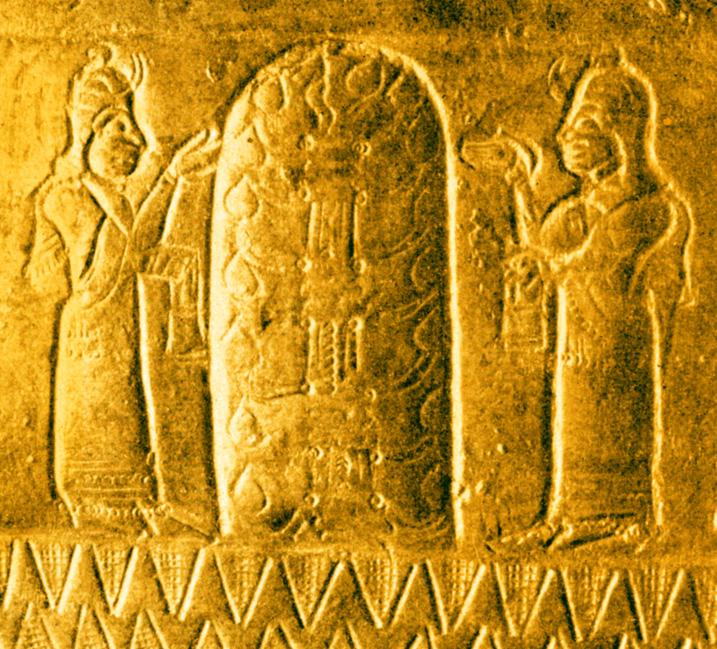
قطعه‌ای از یک کلاه برنزی یافت شده از قلعه تیشبانی
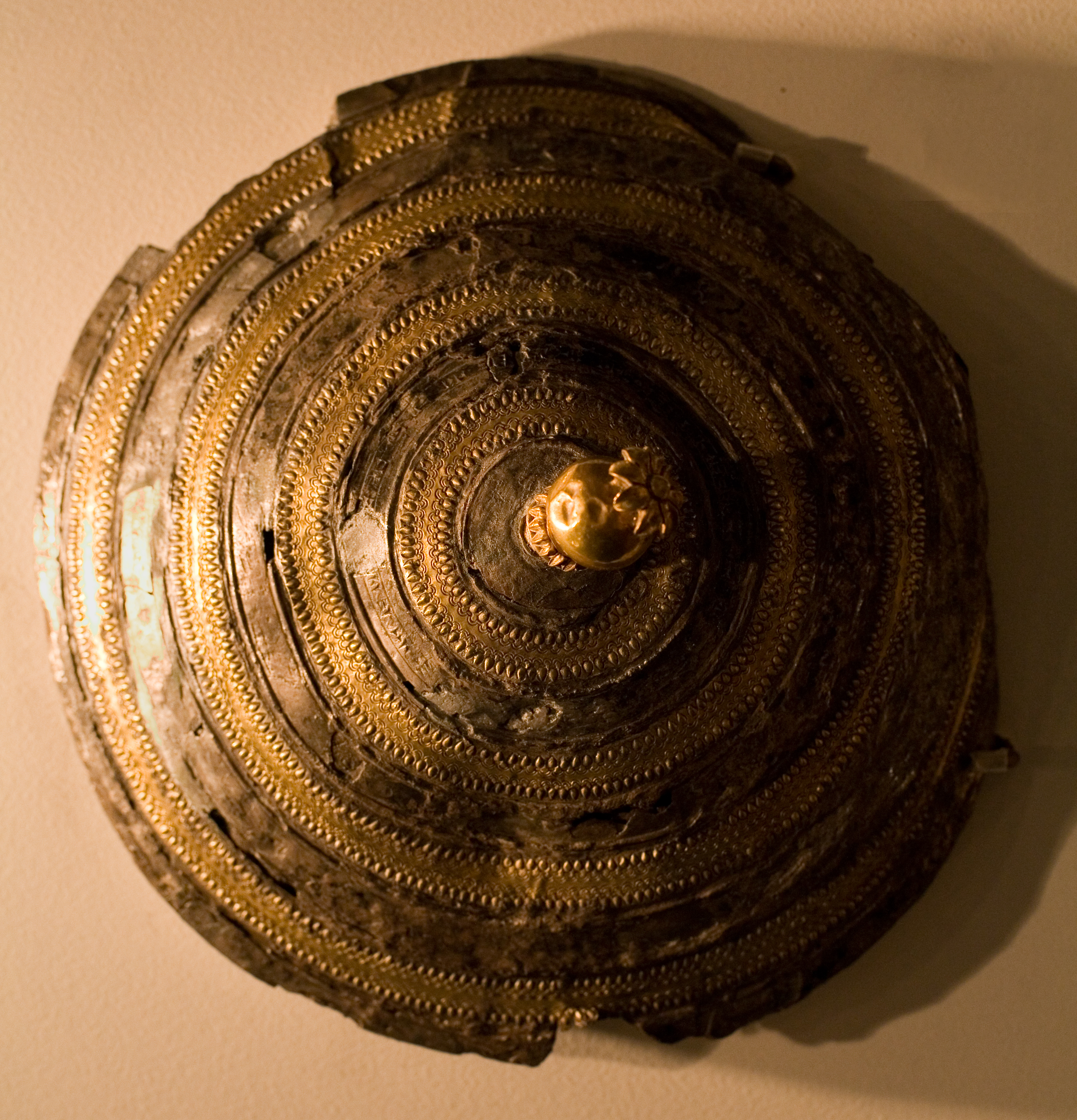
درب نقره‌ای
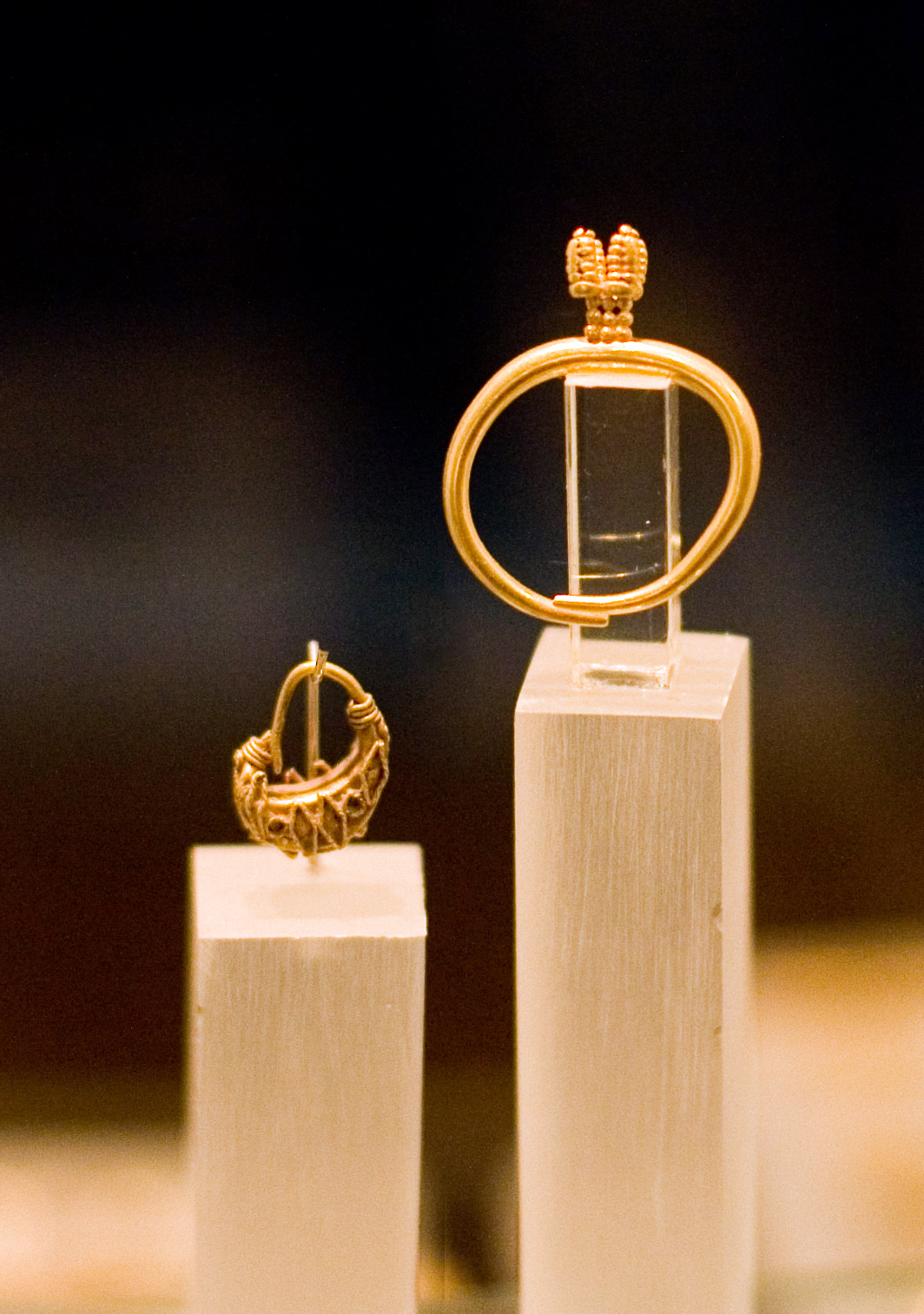
گوشواره طلا یافت شده از قلعه
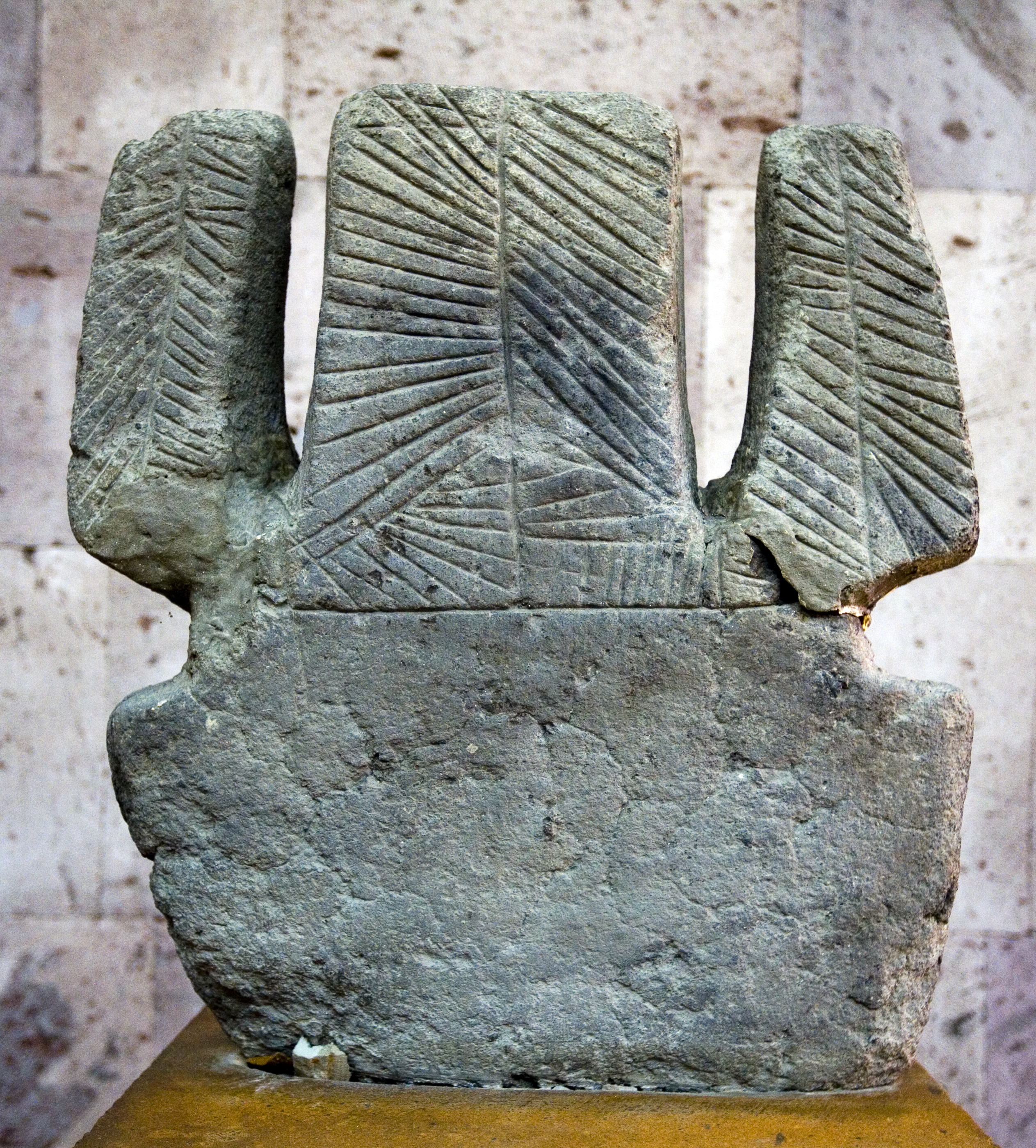
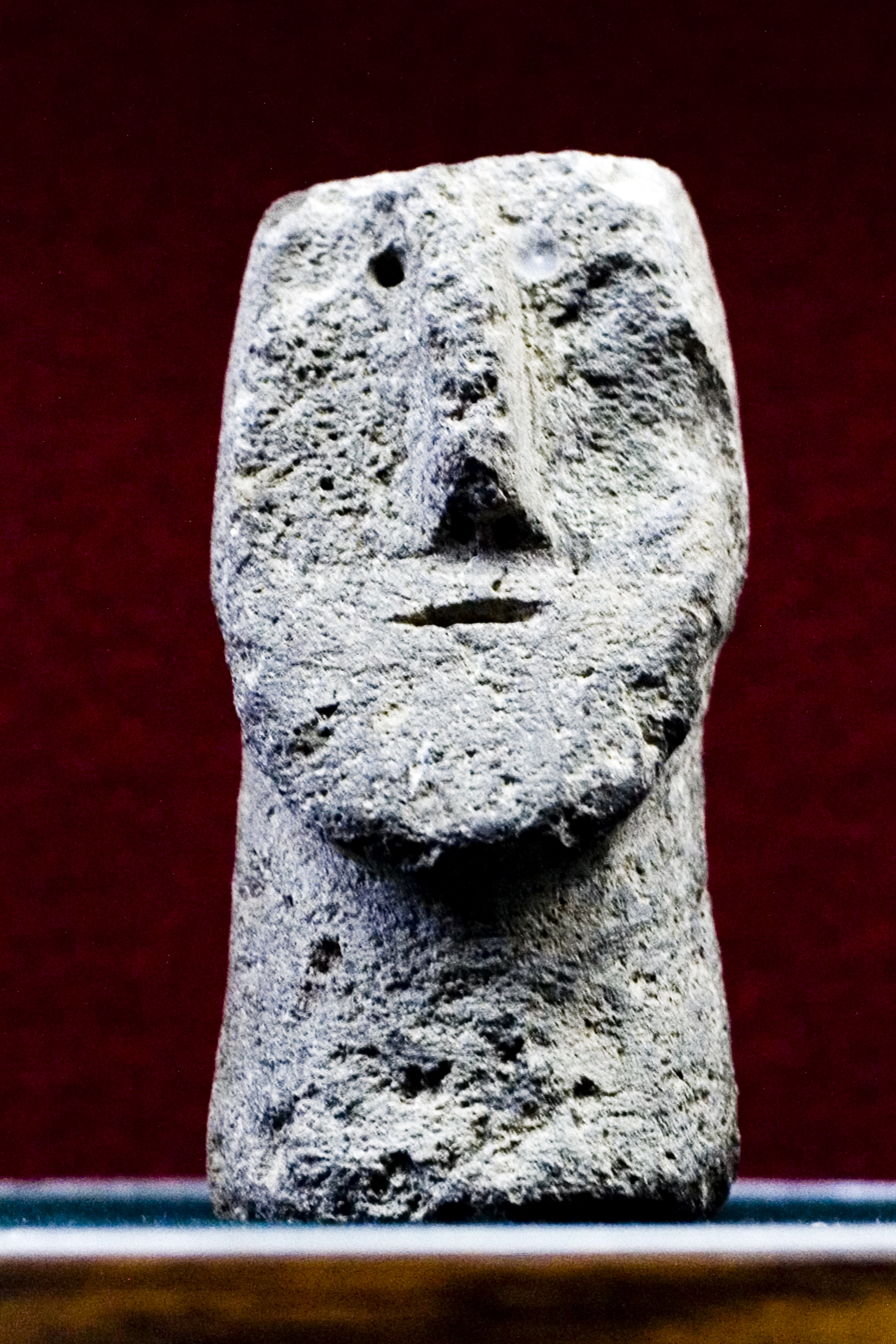
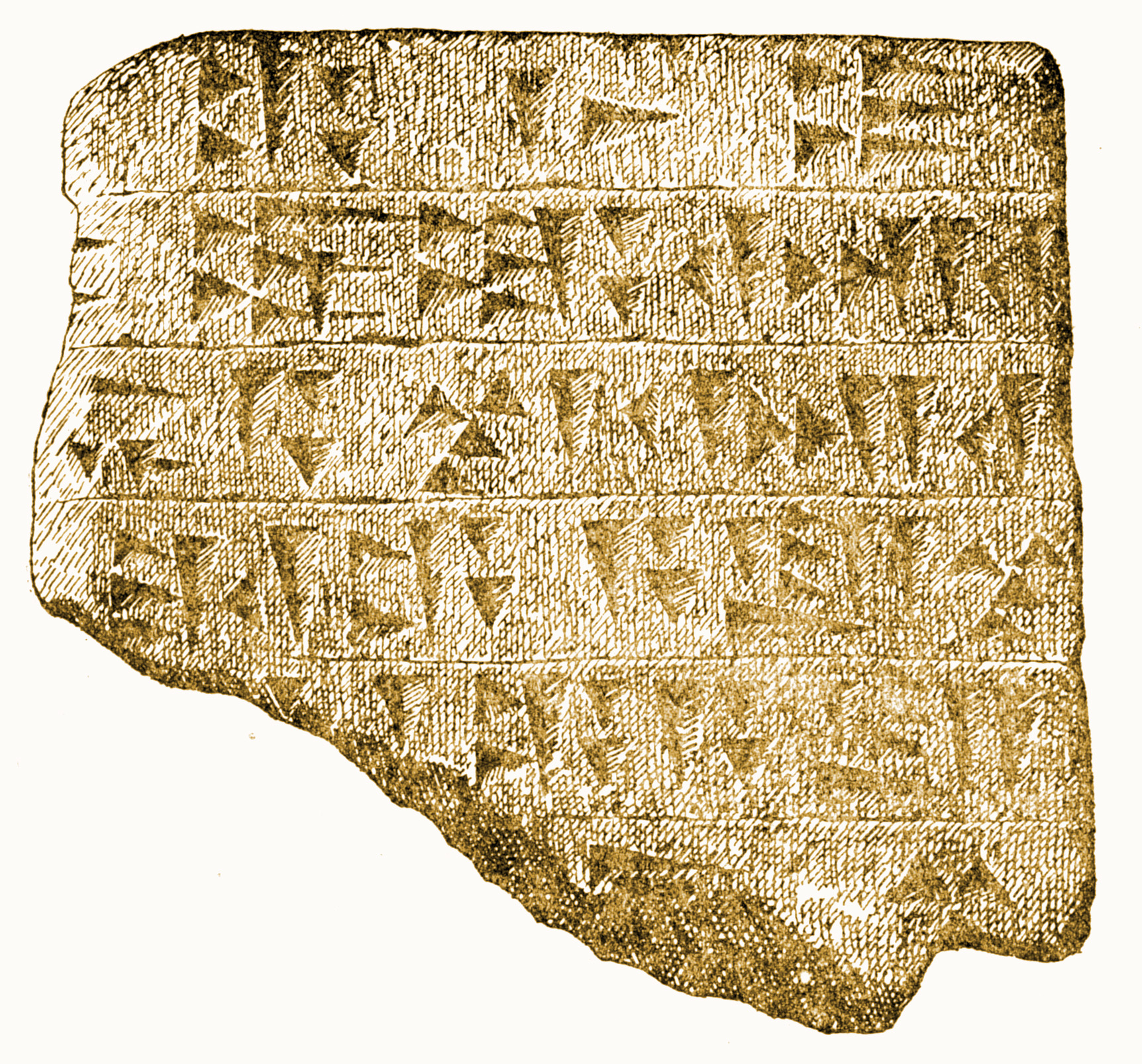